# Lunar and Planetary Institute
A Lunar and Planetary Institute (LPI) a NASA által finanszírozott kutatóintézet, amely kutatásait a Naprendszer vizsgálatára összpontosítja. A kutatóintézet része az Űrkutatási Egyetemek Szövetségének (Universities Space Research Association). Az Intézmény Houstonban található (3600 Bay Area Boulevard, Houston, Texas, 77058), a NASA Lyndon B. Johnson Űrközpont szomszédságában.

## Gyűjtemények
Az LPI hatalmas könyvtárral és modern információs rendszerrel, adatbázisokkal rendelkezik a hold- és bolygókutatás területén. Fontos részét képezik munkájának a különböző oktatási programok is.  Ugyancsak fontos része az LPI munkájának az, hogy konferenciákat szervez. Ezek közül legjelentősebb a Lunar and Planetary Science Conference.
Az intézmény az állandó munkatársak mellett folyamatosan fogad kutatókat, látogatókat, posztdok kutatókat, és nyári gyakorlatán egyetemi hallgatókat is. A Summer Intern elnevezésű programban már járt kint magyar egyetemista is. A kutatási témák a Naprendszerkutatáson belül a Naprendszer kialakulására, a kozmikus petrográfiára és geokémiára, a holdkőzetek és a meteoritek kutatására, a bolygók anyagvizsgálatára, a bolygótestek belsejének vizsgálatára, a bolygók vulkanizmusának és tektonizmusának vizsgálatára, valamint az impakt kráterek geológiájára terjed ki.

## Kutatóhelyek, diákok nyári gyakorlata, holdkőzetek és meteoritok kölcsönzése
Az LPI jól föl van szerelve számítógépes, képfeldolgozó, könyvtári és oktatási anyagokkal is. A nyári programnak, amelyet egyetemi hallgató számára hirdetnek meg, Summer intern program a neve. Az LPI és a NASA Johnson Space Center kutatói a témavezetők. Kutatva lehet a legtöbbet tanulni és erre pompás lehetőség adódik a 10 hetes nyári gyakorlaton. Az utóbbi két évben a nyári gyakorlatok lehetősége bővült. Van egy bolygókutatási nyári gyakorlat és egy holdkutatási nyári gyakorlat program, melyekre külön lehet jelentkezni a világhálón közzétett honlapokon.

## Könyvtár
Az LPI könyvtára a bolygókutatók számára az egyik legkitűnőbb forráshely. Egykor az LPSC konferenciák egy-egy szekcióját is itt rendezték. Több, mint 60,000 katalogizált könyvet, monográfiát, térképet, és más dokumentumot őriz és mintegy 170 kurrens folyóiratot járat. Az elsődleges gyűjtési terület a csillagászat, a geológia, a távérzékelés és bizonyos mértékben a számítógépes adatföldolgozás területét öleli föl.

## Külső hivatkozások
- Hivatalos oldal (angolul)